# David Cabo
David Cabo és un activista espanyol. És el co-fundador i Director de la Fundación Ciudadana Civio, que promou una ciutadania activa mitjançant la transparència informativa i l'obertura de dades. Entre els seus projectes es troben les webs dondevanmisimpuestos.es, per la visualització dels pressuposts oficials de les administracions públiques, i tuderechoasaber.es - realitzada juntament amb Access Info Europe – que facilitat als ciutadans l'exercici del seu dret a l'accés a la informació i que va ser financiada per més de 150 persones a través de la plataforma de micromecenatge Goteo. Ha sigut un dels organitzadors del Desafío AbreDatos. També ha promogut la iniciativa de transparència #adoptaundiputado per facilitat l'accés a les declaracions de béns dels parlamentaris espanyols, i ha desenvolupat el portal europeu de transparència AsktheEU.org juntament amb Access Info i mySociety. També ha col·laborat amb periodistes en l'extracció i anàlisi de dades públiques (Looting the Seas, ICIJ).